# El Salvador, Chile
El Salvador este un oraș minier din provincia Provincia Chañaral, regiunea Atacama, Chile, cu o suprafață de  km2.